# Adam Kokoszka
Adam Kokoszka (ur. 6 października 1986 w Andrychowie) – polski piłkarz, występujący na pozycji obrońcy. W latach 2006–2014 reprezentant Polski, uczestnik Mistrzostw Europy 2008.

## Kariera

### Kluby
Karierę piłkarską rozpoczął w lokalnym klubie Beskid Andrychów. Następnie przez wiele lat grał w drugiej drużynie Wisły Kraków. W pierwszym składzie Wisły zadebiutował za kadencji Dana Petrescu 4 sierpnia 2006 w spotkaniu z Arką Gdynia. Do tej pory w polskiej lidze rozegrał 59 meczów, strzelając jedną bramkę. Od sezonu 2008/2009 Kokoszka był zawodnikiem spadkowicza z Serie A, włoskiego Empoli FC. 19 stycznia 2011 roku wypożyczony został do Polonii Warszawa, zaś po rundzie wiosennej sezonu 2010/11, 20 czerwca 2011 został definitywnie wykupiony przez warszawski klub za sumę 200 tys. euro. Piłkarz związał się z Polonią 3-letnią umową, która 27 lutego 2013 rozstała rozwiązana za porozumieniem stron. Dzień później Kokoszka podpisał kontrakt ze Śląskiem Wrocław. W lipcu 2014 podpisał trzyletni kontrakt z rosyjskim Torpedo Moskwa. W lipcu 2015 podpisał dwuletni kontrakt ze Śląskiem Wrocław z możliwością przedłużenia o rok. 12 lutego 2021 został piłkarzem czwartoligowej Unii Tarnów.

## Statystyki kariery

### Klubowej
(aktualne na dzień 6 stycznia 2019)
| Klub               | Sezon              | Liga               | Liga  | Liga   | Puchar kraju | Puchar kraju | Puchar ligi | Puchar ligi | Europa | Europa | Inne  | Inne   | Suma  | Suma   |
| Klub               | Sezon              | Liga               | Mecze | Bramki | Mecze        | Bramki       | Mecze       | Bramki      | Mecze  | Bramki | Mecze | Bramki | Mecze | Bramki |
| ------------------ | ------------------ | ------------------ | ----- | ------ | ------------ | ------------ | ----------- | ----------- | ------ | ------ | ----- | ------ | ----- | ------ |
| Wisła Kraków       | 2005/06            | I liga             | 0     | 0      | 0            | 0            | 0           | 0           | 0      | 0      | –     | –      | 0     | 0      |
| Wisła Kraków       | 2006/07            | I liga             | 11    | 0      | 0            | 0            | 4           | 0           | 2      | 0      | –     | –      | 17    | 0      |
| Wisła Kraków       | 2007/08            | I liga             | 10    | 1      | 3            | 0            | 4           | 0           | –      | –      | –     | –      | 17    | 1      |
| Wisła Kraków       | Ogólnie            | Ogólnie            | 21    | 1      | 3            | 0            | 8           | 0           | 2      | 0      | 0     | 0      | 34    | 1      |
| Empoli FC          | 2008/09            | Serie B            | 20    | 0      | 1            | 0            | –           | –           | –      | –      | 1     | 0      | 22    | 0      |
| Empoli FC          | 2009/10            | Serie B            | 22    | 0      | 2            | 0            | –           | –           | –      | –      | –     | –      | 24    | 0      |
| Empoli FC          | 2010/11            | Serie B            | 1     | 0      | 1            | 0            | –           | –           | –      | –      | –     | –      | 2     | 0      |
| Empoli FC          | Ogólnie            | Ogólnie            | 43    | 0      | 4            | 0            | 0           | 0           | 0      | 0      | 1     | 0      | 48    | 0      |
| Polonia Warszawa   | 2010/11            | Ekstraklasa        | 11    | 0      | 1            | 1            | –           | –           | –      | –      | –     | –      | 12    | 1      |
| Polonia Warszawa   | 2011/12            | Ekstraklasa        | 16    | 0      | 1            | 0            | –           | –           | –      | –      | –     | –      | 17    | 0      |
| Polonia Warszawa   | 2012/13            | Ekstraklasa        | 11    | 0      | 2            | 0            | –           | –           | –      | –      | –     | –      | 13    | 0      |
| Polonia Warszawa   | Ogólnie            | Ogólnie            | 38    | 0      | 4            | 1            | 0           | 0           | 0      | 0      | 0     | 0      | 42    | 1      |
| Śląsk Wrocław      | 2012/13            | Ekstraklasa        | 12    | 1      | 4            | 0            | –           | –           | 0      | 0      | –     | –      | 16    | 1      |
| Śląsk Wrocław      | 2013/14            | Ekstraklasa        | 33    | 1      | 0            | 0            | –           | –           | 6      | 0      | –     | –      | 39    | 1      |
| Śląsk Wrocław      | Ogólnie            | Ogólnie            | 45    | 2      | 4            | 0            | 0           | 0           | 6      | 0      | 0     | 0      | 55    | 2      |
| Torpedo Moskwa     | 2014/15            | Priemjer-Liga      | 22    | 0      | 2            | 0            | –           | –           | –      | –      | –     | –      | 24    | 0      |
| Śląsk Wrocław      | 2015/16            | Ekstraklasa        | 27    | 0      | 4            | 0            | –           | –           | 2      | 0      | –     | –      | 33    | 0      |
| Śląsk Wrocław      | 2016/17            | Ekstraklasa        | 30    | 3      | 2            | 0            | -           | -           | -      | -      | -     | -      | 32    | 3      |
| Śląsk Wrocław      | 2017/18            | Ekstraklasa        | 0     | 0      | -            | -            | -           | -           | -      | -      | -     | -      | 0     | 0      |
| Zagłębie Sosnowiec | 2018/19            | Ekstraklasa        | 4     | 0      | 1            | 0            | -           | -           | -      | -      | -     | -      | 5     | 0      |
| Ogólnie w karierze | Ogólnie w karierze | Ogólnie w karierze | 230   | 6      | 24           | 1            | 8           | 0           | 10     | 0      | 1     | 0      | 273   | 7      |

### Reprezentacyjnej
| Lp. | Data              | Rozgrywki                                 | Kraj                         | Przeciwnik                   | Gdzie | Wynik | Grał   |
| --- | ----------------- | ----------------------------------------- | ---------------------------- | ---------------------------- | ----- | ----- | ------ |
| 1   | 6 grudnia 2006    | Mecz towarzyski                           | Zjednoczone Emiraty Arabskie | Zjednoczone Emiraty Arabskie | W     | 5:2   | 90'    |
| 2   | 2 marca 2007      | Mecz towarzyski                           | Estonia                      | Estonia                      | N     | 4:0   | 90'    |
| 3   | 15 grudnia 2007   | Mecz towarzyski, (nieuznawany przez FIFA) | Bośnia i Hercegowina         | Bośnia i Hercegowina         | N     | 1:0   | 90'    |
| 4   | 2 lutego 2008     | Mecz towarzyski, (nieuznawany przez FIFA  | Finlandia                    | Finlandia                    | N     | 1:0   | 90'    |
| 5   | 27 lutego 2008    | Mecz towarzyski                           | Estonia                      | Estonia                      | D     | 2:0   | 90'    |
| 6   | 26 maja 2008      | Mecz towarzyski                           | Macedonia Północna           | Macedonia                    | N     | 1:1   | 90'    |
| 7   | 27 maja 2008      | Mecz towarzyski                           | Albania                      | Albania                      | N     | 1:0   | od 9'  |
| 8   | 16 czerwca 2008   | Euro 2008                                 | Chorwacja                    | Chorwacja                    | N     | 0:1   | od 46' |
| 9   | 20 sierpnia 2008  | Mecz towarzyski                           | Ukraina                      | Ukraina                      | W     | 0:1   | do 46' |
| 10  | 14 listopada 2009 | Mecz towarzyski                           | Rumunia                      | Rumunia                      | D     | 0:1   | 90'    |
| 11  | 20 stycznia 2014  | Mecz towarzyski                           | Mołdawia                     | Mołdawia                     | N     | 1:0   | 90'    |

(D - mecz domowy, W - mecz wyjazdowy, N - mecz na neutralnym terenie)